# تمنوس
تمنوس (انگلیسی: Temenos) شرکت نرم‌افزار سوئیسی است، که در سال ۱۹۹۳ تأسیس شد.